# إم إس سي بويسيا
إم إس سي بويسيا (بالإنجليزية: MSC Poesia) هي سفينة سياحية تمتلكها وتديرها شركة ام اس سي للرحلات البحرية، تم بنائها في سان نازير، فرنسا ودخلت الخدمة في عام 2008.